# Raúl de Anda
Ne doit pas être confondu avec Raúl de Anda Jr., son fils, également réalisateur et producteur
Raúl de Anda (Mexico, 1er juillet 1908 - Mexico, 2 février 1997) est un réalisateur, producteur, scénariste et acteur mexicain. Il a eu une longue carrière dans le cinéma mexicain dont une partie durant l'époque dorée.

## Biographie

### Vie personnelle
Raúl de Anda a eu cinq fils : Agustín de Anda (né en 1933), Raúl de Anda Jr. (1940), Rodolfo de Anda (1943), Antonio de Anda (1949) et Gilberto de Anda (1955). Ils travaillent tous dans l'industrie du cinéma.

## Filmographie partielle

### Producteur
- 1940 : El Charro Negro de Raúl de Anda
- 1941 : La vuelta del Charro Negro de Raúl de Anda
- 1942 : La venganza del Charro Negro de Raúl de Anda
- 1949 : El Charro Negro en el norte de Raúl de Anda

### Réalisateur
- 1938 : La tierra del mariachi
- 1939 : Con los Dorados de Villa
- 1940 : El Charro Negro
- 1941 : La vuelta del Charro Negro
- 1942 : Del rancho a la capital
- 1942 : La venganza del Charro Negro
- 1942 : Amanecer ranchero
- 1944 : Toros, amor y gloria
- 1946 : La reina del trópico
- 1946 : Guadalajara pues
- 1947 : Yo maté a Rosita Alvírez
- 1947 : Los cristeros
- 1948 : El último chinaco
- 1949 : Comisario en turno
- 1949 : Ángeles de arrabal
- 1949 : El Charro Negro en el norte
- 1950 : Dos gallos de pelea
- 1950 : Una mujer decente
- 1950 : La fe en Dios
- 1952 : Sígueme corazón
- 1952 : Cuatro noches contigo
- 1954 : Quatre nuits avec toi ... (Con el diablo en el cuerpo)
- 1955 : La gaviota
- 1955 : El 7 leguas
- 1956 : Enemigos
- 1956 : Bataclán mexicano
- 1957 : Las manzanas de Dorotea
- 1958 : La máscara de carne
- 1959 : La estampida
- 1965 : El pozo
- 1967 : Si quiero
- 1969 : El hombre de negro
- 1969 : La marcha de Zacatecas
- 1969 : ¡Persiguelas y... alcanzalas!
- 1971 : Juegos de alcoba
- 1971 : Siete Evas para un Adan
- 1972 : Sucedió en Jalisco
- 1974 : Cabalgando a la luna
- 1975 : El padrino... es mi compadre
- 1978 : Guerra de sexos

### Scénariste
- 1940 : El Charro Negro de Raúl de Anda
- 1941 : La vuelta del Charro Negro de Raúl de Anda
- 1942 : La venganza del Charro Negro de Raúl de Anda
- 1949 : El Charro Negro en el norte de Raúl de Anda
- 1976 : La gran aventura del Zorro (non crédité)

### Acteur
- 1935 : El tesoro de Pancho Villa d'Arcady Boytler : Arturo Montemayor
- 1935 : La isla maldita de Roberto Curwood : Capitán Méndez
- 1936 : Juan Pistolas de Roberto Curwood : Juan Pistolas
- 1936 : Vámonos con Pancho Villa! de Fernando de Fuentes : Máximo Perea
- 1938 : La tierra del mariachi de Raúl de Anda : Juan
- 1938 : La Valentina de Martín de Lucenay : Miguel
- 1939 : La vírgen de la sierra de Guillermo Calles
- 1940 : El Charro Negro de Raúl de Anda : Roberto / El Charro Negro
- 1941 : La vuelta del Charro Negro de Raúl de Anda : Roberto / El Charro Negro
- 1942 : La venganza del Charro Negro de Raúl de Anda : Roberto / El Charro Negro
- 1949 : El Charro Negro en el norte de Raúl de Anda : Roberto / El Charro Negro

## Distinctions
Il reçoit en 1991 le Premio Ariel de oro pour l'ensemble de sa carrière.